# Finn Nørgaard
Finn Nørgaard (* 27. Mai 1959; † 14. Februar 2015 in Kopenhagen) war ein dänischer Filmemacher, der an mehreren Dokumentar- und Spielfilmen beteiligt war.

## Karriere
Nørgaard war bereits 1983 Kameramann beim dänischen Detektivfilm Adam Hart i Sahara. Zudem war er Filmeditor des 1986 erschienenen dänischen Dokumentarfilms Seele zu Seele. Er war außerdem Produzent für Kun für forrykte, einen Dokumentarfilm von 1988 über Eik Skaløe und Steppeulvene. Darüber hinaus arbeitete er auch hinter der Kamera als Materialassistenz in Peter Eszterhas’ 1989er Film En Afgrund af Frihed.
1991 machte Nørgaard seinen Abschluss an der Universität Kopenhagen. Von 1989 bis 2001 arbeitete er bei DR (Danish Broadcasting Corporation). 2001 wurde er Mitinhaber der Filmfirma Filmselskabet. In dieser Zeit war er auch als Kameraassistent bei dem 1992 gedrehten deutschen Film Die Terroristen! tätig. Zudem hatte er einen Auftritt als Bodyguard in Thomas Borch Nielsens Film Skyggen (1998).
Im Jahr 2004 drehte er den Dokumentarfilm Boomerang drengen. 2008 zeichnete er sich für die Produktion von Dokumentarfilmen über die Restaurant-Kette Lê Lê verantwortlich.
Im Jahr 2009 arbeitete Nørgaard für TV 2, es folgte der Film Tryg über vier junge Einwanderer in Dänemark mit einem kriminellen Hintergrund auf einer Pilgerreise.
Nørgaard inszenierte und produzierte in dieser Zeit auch Filme für Mærsk, SAS und Microsoft unter anderem.
Von seinen Freunden und Bekannten wird Nørgaard als „großzügiger, liebevoller, raffinierter und intelligenter Mann“ beschrieben. Er kämpfte für die Liebe, seine Haltung war sehr nuanciert, er urteilte andere nicht ab und trennte nicht in „sie und wir“.
Nach den Anschlägen in Paris postete er bei Facebook: „Es ist schockierend und erschreckend, dass tapfere Menschen durch feige muslimische Faschisten ermordet werden.“

## Tod
Finn Nørgaard wurde am 14. Februar 2015 bei einem Angriff auf einer Diskussionsveranstaltung mit dem Titel „Kunst, Blasphemie und Meinungsfreiheit“ im Kulturzentrum im Kopenhagener Stadtteil Østerbro erschossen. Der Täter schoss mit einer Maschinenpistole aus kurzer Distanz. Beim gleichen Vorfall wurden zwei Bodyguards und ein Polizist verletzt. Täter war der 22-jährige Omar Abdel Hamid El-Hussein.